# 小行星5953
小行星5953（英語：5953 Shelton）是一颗围绕太阳公转的小行星。1987年4月25日，卡罗琳·舒梅克、尤金·舒梅克在帕洛马山发现了此天体。
这颗小行星的绝对星等为163.14835等。